# Котляр Юрій Вадимович
Юрій Вадимович Котляр (нар. 23 вересня 1969, Березнегувате, Миколаївська область, Українська УРСР, СРСР) — український історик, доктор історичних наук, професор, фахівець у галузі історії України. Живе та працює у місті Миколаєві, займається науковою та науково-педагогічною діяльністю, обіймає посаду першого проректора Чорноморського національного університету імені Петра Могили.

## Освіта та трудовий досвід
У 1986 р. закінчив Березнегуватську середню школу Миколаївської області. Після закінчення у 1992 р. історичного факультету Одеського державного університету імені (ОДУ) І. І. Мечникова за спеціальністю «Історія» працював вчителем Березнегуватської НСШ № 2 (1992—1994 рр.), завідувачем Березнегуватського народного історичного музею (1995—1996 рр.). У 1995—1997 рр. навчався в аспірантурі ОДУ імені І. І. Мечникова. У 1996—1999 рр. обіймав посаду начальника паспортної служби Березнегуватського РВ УМВС в Миколаївській області. У 2005 р. завершив докторантуру ОДУ імені І. І. Мечникова, отримавши ступінь доктора історичних наук.

### Захист дисертацій
- У 1998 р. захистив дисертацію на здобуття наукового ступеню кандидата історичних наук: «Повстансько-партизанський рух українських селян у 1919 — на початку 1920 рр.» (На матеріалах Півдня України) за спеціальністю 07.00.01 — історія України, в ОДУ імені І. І. Мечникова.
- У 2005 р. — дисертацію на здобуття наукового ступеню доктора історичних наук: «Селянство Півдня України в період нової економічної політики (1921—1929 рр.)» за спеціальністю 07.00.01 — історія України, в ОДУ імені І. І. Мечникова.

### Науково-педагогічна діяльність
- З 1999 по 2007 рр. працював старшим викладачем, доцентом, та завідувачем кафедри історичних дисциплін Миколаївського навчально-наукового інституту ОДУ імені І. І. Мечникова.
- У 2007 р. присуджено вчене звання професора кафедри історичних дисциплін ОНУ імені І. І. Мечникова.
- З 2007 р. і по сьогодення працює завідувачем кафедри історії Чорноморського національного університету імені Петра Могили.
- Завідувач Миколаївського відділення Інституту історії України Національної академії наук України.

## Наукова діяльність
- З 1999 р. — консультант секції «Історія України» Миколаївського територіального відділення Малої Академії Наук.
- 2007 р. — стипендіат Канадського інституту українських студій Альбертського університету.
- 2010 р. — стажування в університеті Ca'Foscari(м. Венеція, Італія).
- З 2010 р. — завідувач Миколаївського відділення Інституту історії України Національної Академії Наук України.
- З 2011 р. — член Національної спілки краєзнавців України.

### Коло наукових інтересів
Дослідження історії України в наступних аспектах: історичне краєзнавство, аграрна історія, військова історія, історія етнічних меншин України, сакральна історія нашої держави та, зокрема, сакральних центрів міста Миколаїв (експерт із сакральної історії міста проекту «Телеканал Миколаїв» «Вперед у минуле»).

### Редакційна діяльність
- Голова редколегії наукового журналу «Наукові праці. Історія»[2].
- Член редколегій наукових видань (в тому числі фахових): «Чорноморський літопис»[3], «Історичний архів. Наукові студії»[4], «Evropský filozofický a historický diskurz»[5] (Чехія), «Лукомор'я: археологія, етнологія, історія Північно-Західного Причорномор'я»[6], багатотомного видання «Реабілітовані історії. Миколаївська область»[7].

### Публікації
Юрій Вадимович має публікації в провідних наукових виданнях Німеччини, Польщі, Чехії, Російської Федерації, Білорусі, Казахстану. Автор і упорядник більше 200 наукових праць (зокрема, 8 монографій, 12 колективних монографій, 10 навчальних посібників та методичних рекомендацій).
Серед основних наукових праць:
- Котляр, Ю. В. (2003). Повстанство. Селянський рух на Півдні України (1917—1925). Миколаїв-Одеса: ТОВ ВіД.
- Котляр, Ю. В. (2004). Селянство Півдня України: доба нової економічної політики (1921—1929 рр.). Одеса: ТОВ ВіД.
- Котляр, Ю. В. (2008). Повстанський рух етнічних меншин Півдня України (1917—1931)[9]. Кн. 1. К.-Миколаїв: Вид-во МДГУ імені Петра Могили, Історична бібліотека МДГУ.
- Котляр, Ю. В., та Міронова, І. С. (2008). Голодомори 1921—1923 рр. та 1932—1933 рр. на Півдні України: етнічний та міжнародний аспекти[10]. Кн. 2. К.-Миколаїв: Вид-во МДГУ імені Петра Могили, Історична бібліотека МДГУ.
- Котляр, Ю. В. (2010). Висунська і Баштанська республіки (до 90-ї річниці проголошення)[11]. Кн. 3. Миколаїв: Вид-во ЧДУ імені Петра Могили, Історична бібліотека ЧДУ.
- Котляр, Ю. В. (2012). Військова історія України: [навчальний посібник]. 2-е вид., випр. і доп. Миколаїв: Вид-во ЧДУ імені Петра Могили.
- Котляр, Ю. В. (2014). Николаев сакральный (История, мифология, мистика): [научно-популярная монография]. Николаев: Изд-во ЧГУ имени Петра Могилы.
- О. М. Гаркуша, Є. Г. Гобуров, І. Т. Кіщак, Ю. В. Котляр, П. І. Соболь, М. М. Шитюк, В. П. Шкварець. Голод — геноцид 1932—1933 років на території Миколаївщини: погляди істориків, очевидців, архівні матеріали (до 70-річчя трагедії). — Миколаїв : Вид-во МДГУ ім. П. Могили, 2003.

## Нагороди
- Відмінник освіти України (2003)[12]
- Лауреат Миколаївської обласної культурологічної премії імені Миколи Аркаса в номінації «Історичні, етнографічні, археологічні дослідження, охорона культурної спадщини» (2002)
- Почесні грамоти Міністерства освіти і науки України (2002, 2005, 2006)
- Орден «Преподобного Нестора Літописця» Української Православної Церкви (2006)
- Почесна грамота Миколаївської обласної державної адміністрації (2007)
- Почесна грамота Миколаївської обласної ради (2008)
- Нагрудний знак «Петро Могила» (2009).
- Почесна грамота Кабінету Міністрів України (2011)
- Знак народної пошани Орден «За розбудову України» (2015)[13]
- Почесна відзнака «За заслуги перед містом Миколаїв» (2016)[14]
- Звання «Почесний краєзнавець України» (2016)[15]